# Sauve qui peut (Georges Brassens)
Pour les articles homonymes, voir Sauve qui peut.
Le Sauve qui peut est un bateau de plaisance de l'étang de Thau à Sète dans l'Hérault, connu pour avoir appartenu à Georges Brassens, et exposé depuis comme bateau musée de l'Espace Georges-Brassens de Sète.

## Histoire
Georges Brassens acquiert ce premier navire en 1954, avec cabine et voile latine, à la suite de ses premiers succès d'auteur-compositeur-interprète, tels que Le Gorille (1952), Les Amoureux des bancs publics (1953), Brave Margot (1953), ou encore Chanson pour l'Auvergnat (1954)... Il le fait construire au chantier naval de la Plagette d'André Aversa, de Sète (dont il est natif et où il repose) pour naviguer sur la grand-mare des canards (l'étang de Thau, ou la mer Méditerranée),. Il le baptise le Sauve qui peut, d'après sa chanson Le bateau de pêche.

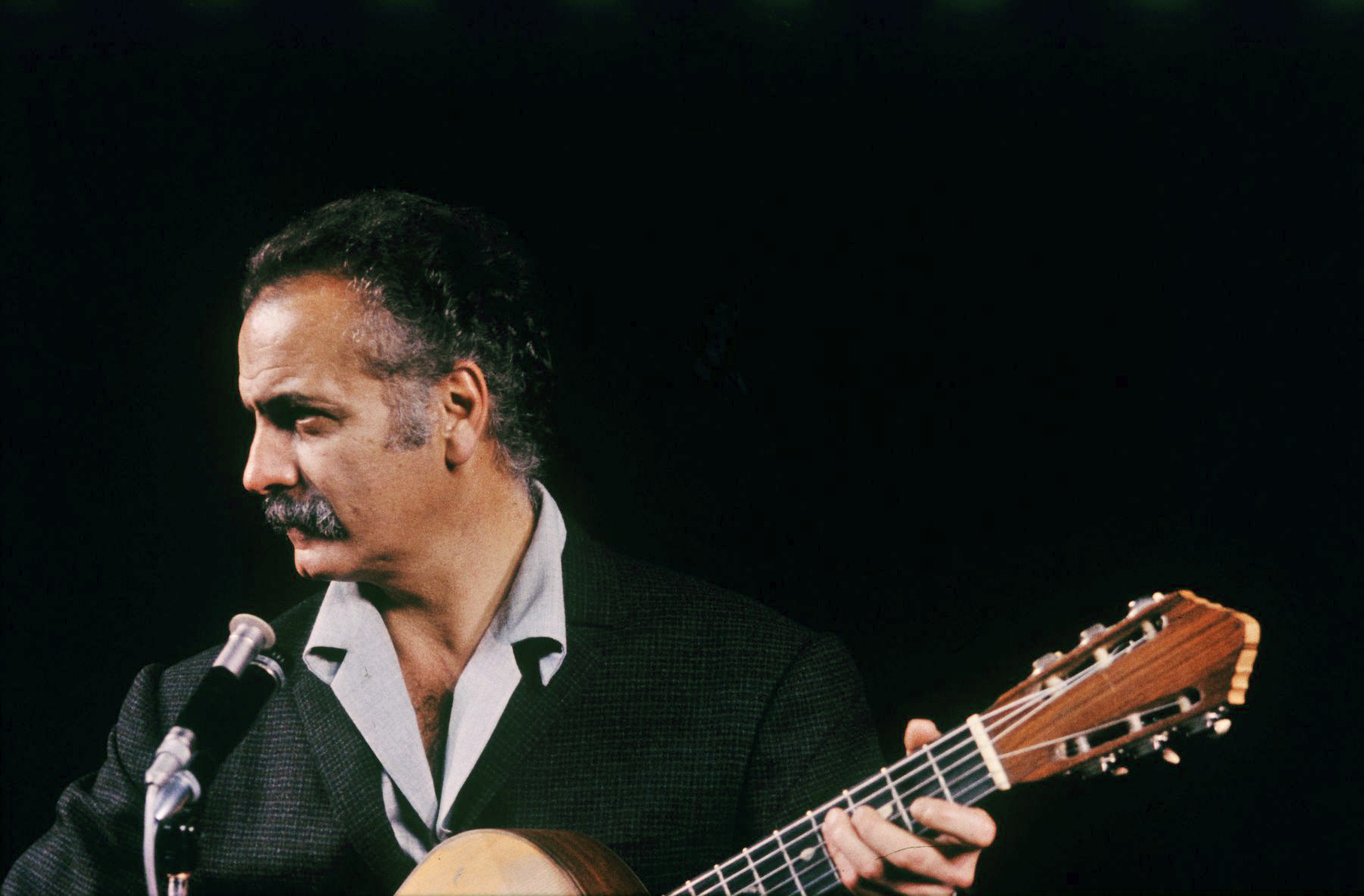
Georges Brassens (1966).
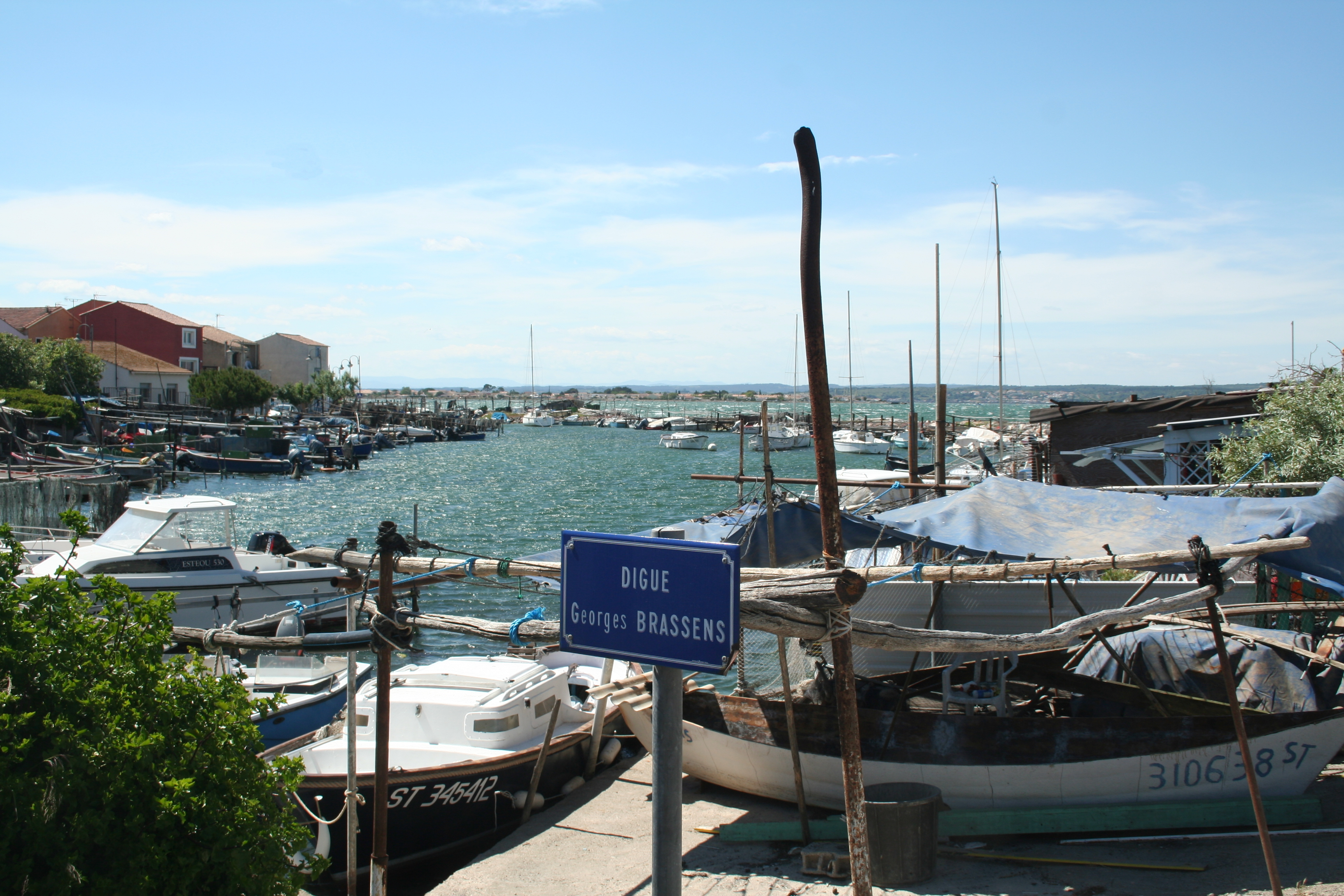
Digue Georges Brassens de l'étang de Thau
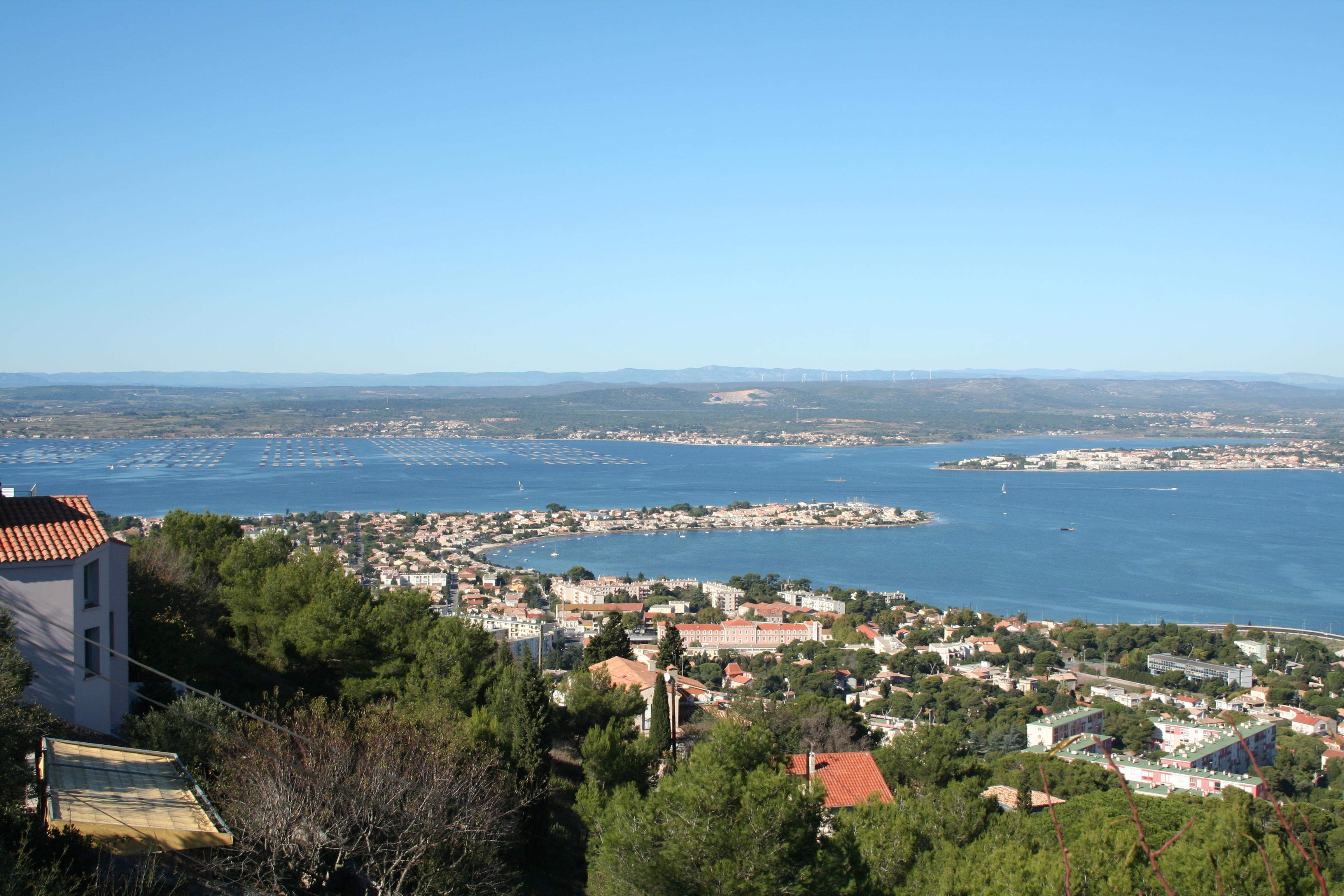
Étang de Thau à Sète

Ce navire lui inspire en particulier son chant de marins à grand succès Les Copains d'abord, du film Les Copains de 1965, année de mise à l'eau de son second navire du même chantier naval, le GYSS (acronyme de Georges (Brassens), Yves (Cazzani, son beau frère), Simone (sa soeur) et Serge (son neveu)) un pointu-barquette marseillaise à cabine de 6,5 m, avec lequel Brassens naviguera jusqu’à la fin de sa vie. 

## Musées
L'épave du Sauve qui peut est exposée un temps devant le musée Paul-Valéry de Sète, avant d'être entièrement rénovée en 2011, pour le 30e anniversaire de la disparition de Georges Brassens, pour participer entre autres au rassemblement maritime Escale à Sète. Il est exposé depuis à titre de bateau musée (sans sa voile latine d'origine) devant l'Espace Georges-Brassens de Sète.